# 종2품
종2품(從二品)은 고려와 조선 시대의 18품계 중 제4등급의 품계이다. 오늘날의 차관급에 상당하다.

## 고려
고려 초기 중서문하성(中書門下省)의 참지정사(參知政事)·정당문학(政堂文學)·지문하성사(知門下省事), 상서성(尙書省)의 지성사(知省事), 중추원의 판중추원사(判中樞院事)·중추원사(中樞院使)·지중추원사·동지중추원사(同知中樞院事), 동궁관(東宮官)의 태자소사(太子少師)·태자소부(太子少傅)·태자소보(太子少保) 등이 있었다.

## 조선

### 품계명
종2품 이상은 무산계가 없으며 이는 문존무비(文尊武卑)를 나타내는 것으로 무관이 2품 이상 올라갈 때는 문산계를 받았다.
- 문산계: 상계 가정대부(嘉靖大夫)[3], 하계 가선대부(嘉善大夫)
- 종친계: 상계 중의대부(中義大夫), 하계 정의대부(正義大夫)[4]
- 의빈계: 상계 자의대부(資義大夫), 하계 순의대부(順義大夫)

종2품 문무관 처의 직명은 정부인(貞夫人), 종친 처의 직명은 현부인(縣夫人)이라 하였다. 그런데 1865년부터 대군과 왕자의 부인을 제외하고는 종친의 처도 문무관의 처의 직명례에 따라 정부인이라고 하였다.
1865년(고종 2)부터 종친계와 의빈계는 문산계 종2품의 품계명을 사용하게 되었다. 또한 1894년 7월 갑오경장으로 관제개혁이 이루어질 때, 종2품의 품계는 가선대부로 단일화되었고 종2품에서부터 정1품에 이르기까지를 칙임관이라 하였다. 도헌·협판·경무사 등의 종2품관에게는 120원의 월봉이 지급되었다.

### 관직
군·위(尉)·중추부·돈녕부·의금부·경연청의 동지사·이조·호조·예조·병조·형조·공조의 참판·한성부의 좌윤·우윤·사헌부의 대사헌·제조·홍문관·예문관의 제학·규장각제학·세자좌부빈객·세자우부빈객·오위도총부의 부총관·5군영의 훈련도감대장·금위대장·어영대장·수어사·총융사·좌우포도청의 좌포도대장·우포도대장·유수·관찰사·부윤·병마절도사·통어사·방어사·통제사·개성부관리영사·강화부진무영사·군문중군·금군별장 등이 있었다.
종2품관에게는 1438년(세종 20)에 정비된 녹과(祿科)에 의거해 실직(實職)에 따라 일년에 네 차례에 걸쳐 모두 중미(中米) 12석, 조미(糙米) 37석, 전미(田米) 2석, 황두(黃豆) 17석, 소맥 8석, 주(紬) 5필, 정포(正布) 14필, 저화 8장을 지급하였다. 아울러 조선 초기에 과전 105결을 지급하다가 1466년(세조 12) 과전법이 혁파되자 직전 85결을 지급하였다. 그런데 직전법도 1556년(명종 11)에 완전히 폐지되면서, 『속대전』에는 매달 미 1석11두, 황두 1석5두를 지급하도록 규정되었다.

## 참고 문헌
- 태조실록
- 세종실록
- 중종실록
- 고종실록
- 경국대전
- 속대전
- 대전회통
- 증보문헌비고